# Lâm Thao
Lâm Thao là một huyện thuộc vùng bán sơn địa của tỉnh Phú Thọ, Việt Nam.
Lâm Thao là huyện có kinh tế phát triển, dân cư đông. Đây là huyện trọng điểm sản xuất lương thực của tỉnh Phú Thọ, có ruộng đồng bằng phẳng, đất đai màu mỡ, mạng lưới giao thông đường bộ, đường sắt, đường thủy nối các tỉnh Tây Bắc với Thủ đô Hà Nội, nằm trong tam giác công nghiệp của tỉnh Phú Thọ (Việt Trì – Bãi Bằng – Lâm Thao) nên đã đem lại cho huyện những tiềm năng và lợi thế để phát triển du lịch.

## Địa lý
Huyện Lâm Thao nằm ở phía đông của tỉnh Phú Thọ, nằm cách thành phố Việt Trì khoảng 10 km, cách trung tâm thủ đô Hà Nội khoảng 93 km, có vị trí địa lý:
- Phía đông giáp thành phố Việt Trì và huyện Ba Vì, thành phố Hà Nội
- Phía tây và phía nam giáp huyện Tam Nông
- Phía bắc giáp thị xã Phú Thọ và huyện Phù Ninh.[3]

Huyện Lâm Thao có diện tích tự nhiên 9.769,11 ha, dân số năm 2019 là 107.989 người.
Huyện Lâm Thao có 10 xã và 2 thị trấn, trong đó có 3 xã, thị trấn miền núi: Hùng Sơn, Tiên Kiên, Xuân Lũng và 9 xã, thị trấn thuộc vùng đồng bằng, là cửa ngõ giữa miền núi và đồng bằng, giao thông tương đối thuận tiện, có nhiều điều kiện mở rộng thị trường tiêu thụ sản phẩm, là địa bàn thuận lợi cho việc sản xuất hàng hóa cung cấp cho các vùng khác.
Lâm Thao có địa hình tương đối đa dạng, tiêu biểu của một vùng bán sơn địa, đất đai có địa hình thấp dần từ bắc xuống nam, từ đông sang tây với địa hình phong phú đa dạng thuận lợi cho việc sử dụng đất và sản xuất nông lâm nghiệp, thuận lợi cho việc bố trí kế hoạch xây dựng các công trình giao thông thủy lợi, tiểu thủ công nghiệp.

## Hành chính
Huyện Lâm Thao có 12 đơn vị hành chính cấp xã trực thuôc, bao gồm 2 thị trấn: Lâm Thao (huyện lỵ), Hùng Sơn và 10 xã: Bản Nguyên, Cao Xá, Phùng Nguyên, Sơn Vi, Thạch Sơn, Tiên Kiên, Tứ Xã, Vĩnh Lại, Xuân Huy, Xuân Lũng.
| Tên          | Diện tích (km²) | Dân số (người) |
| ------------ | --------------- | -------------- |
| Thị trấn (2) |                 |                |
| Lâm Thao     | 5,89            | 9.028          |
| Hùng Sơn     | 4,70            | 9.375          |

| Tên          | Diện tích (km²) | Dân số (người) |
| ------------ | --------------- | -------------- |
| Xã (10)      |                 |                |
| Bản Nguyên   | 9,416           | 9.256          |
| Cao Xá       | 10,90           | 9.965          |
| Phùng Nguyên | 15,22           | 16.640         |
| Sơn Vi       | 3,82            | 9.119          |
| Thạch Sơn    | 5,20            | 8.087          |
| Tiên Kiên    | 10,624          | 7.772          |
| Tứ Xã        | 8,55            | 9.842          |
| Vĩnh Lại     | 10,28           | 8.872          |
| Xuân Huy     | 6,18            | 4.755          |
| Xuân Lũng    | 6,91            | 5.278          |

## Lịch sử
Trước đây, phủ Lâm Thao, gồm các huyện: Hạ Hoa (nay là Hạ Hòa), Hoa Khê (nay là Cẩm Khê), Sơn Vi (nay là huyện Lâm Thao), Thanh Ba, vốn thuộc tỉnh Sơn Tây.
Ngày 8 tháng 9 năm 1891, ba huyện Sơn Vi, Thanh Ba, Phù Ninh thuộc phủ Lâm Thao, tỉnh Sơn Tây được nhập vào tỉnh Hưng Hóa.
Ngày 5 tháng 6 năm 1893, huyện Hạ Hòa thuộc phủ Lâm Thao, tỉnh Sơn Tây được nhập vào tỉnh Hưng Hóa.
Năm 1903, tỉnh Hưng Hóa được đổi tên thành tỉnh Phú Thọ.
Ngày 6 tháng 5 năm 1963, sáp nhập hai xã Nhuận Chi và Tiên Phú thuộc huyện Lâm Thao vào huyện Phù Ninh; sáp nhập xã Khải Xuân thuộc huyện Lâm Thao vào huyện Thanh Ba.
Ngày 4 tháng 2 năm 1967, sáp nhập hai xã Văn Lung, Hà Lộc thuộc huyện Lâm Thao vào thị xã Phú Thọ.
Ngày 26 tháng 1 năm 1968, tỉnh Phú Thọ hợp nhất với tỉnh Vĩnh Phúc thành tỉnh Vĩnh Phú, huyện Lâm Thao thuộc tỉnh Vĩnh Phú.
Sau năm 1975, huyện Lâm Thao có 18 xã: Bản Nguyên, Cao Mại, Cao Xá, Chu Hóa, Hà Thạch, Hợp Hải, Hy Cương, Kinh Kệ, Sơn Dương, Sơn Vi, Thạch Sơn, Thanh Đình, Thụy Vân, Tiên Kiên, Tứ Xã, Vĩnh Lại, Xuân Huy, Xuân Lũng.
Theo Quyết định số 178-CP ngày 5 tháng 7 năm 1977 của Hội đồng Chính phủ, huyện Lâm Thao sáp nhập với huyện Phù Ninh thành huyện Phong Châu (trừ xã Thụy Vân được sáp nhập về thành phố Việt Trì).
Ngày 6 tháng 11 năm 1996, huyện Phong Châu thuộc tỉnh Phú Thọ vừa được tái lập.
Ngày 28 tháng 5 năm 1997, thành lập thị trấn Lâm Thao trên cơ sở toàn bộ diện tích và dân số của xã Cao Mại, một phần diện tích và dân số của xã Chu Hóa.
Ngày 24 tháng 7 năm 1999, Chính phủ ban hành Nghị định số 59/1999/NĐ-CP. Theo đó, chia lại huyện Phong Châu thành hai huyện Lâm Thao và Phù Ninh.
Huyện Lâm Thao có thị trấn Lâm Thao (huyện lỵ) và 16 xã: Bản Nguyên, Cao Xá, Chu Hóa, Hà Thạch, Hợp Hải, Hy Cương, Kinh Kệ, Sơn Dương, Sơn Vi, Thạch Sơn, Thanh Đình, Tiên Kiên, Tứ Xã, Vĩnh Lại, Xuân Lũng, Xuân Huy.
Ngày 1 tháng 4 năm 2003, chuyển xã Hà Thạch về thị xã Phú Thọ quản lý.
Ngày 1 tháng 11 năm 2004, thành lập thị trấn Hùng Sơn trên cơ sở điều chỉnh một phần diện tích và dân số của các xã Hy Cương, Tiên Kiên và Chu Hóa.
Ngày 10 tháng 11 năm 2006, chuyển 3 xã Hy Cương, Chu Hóa và Thanh Đình về thành phố Việt Trì quản lý.
Ngày 1 tháng 1 năm 2020, sáp nhập 3 xã Hợp Hải, Kinh Kệ, Sơn Dương thành xã Phùng Nguyên.
Ngày 1 tháng 7 năm 2025, sáp nhập thị trấn Lâm Thao, thị trấn Hùng Sơn, xã Thạch Sơn để thành lập xã mới là xã Lâm Thao. Sáp nhập xã Tiên Kiên, Xuân Lũng, Xuân Huy để thành lập xã mới là xã Xuân Lũng. Sáp nhập xã Phùng Nguyên, Tứ Xã, Sơn Vi để thành lập xã mới là xã Phùng Nguyên. Sáp nhập xã Cao Xá, Vĩnh lại, Bản Nguyên để thành lập xã mới là Bản Nguyên.
Huyện Lâm Thao 4 xã như hiện nay.

## Văn hóa
Lâm Thao là một huyện với bề dày về văn hóa, truyền thống, nơi giao thoa giữa vùng đồng bằng và trung du miền núi và nằm liền kề ngay khu di tích đền Hùng. Huyện có 51 di tích đã được xếp hạng nằm rải rác ở các xã, thị trấn trong đó đáng chú có 20 di tích đã được xếp hạng là di tích cấp quốc gia về lịch sử, văn hóa,... Về di tích khảo cổ học huyện có 3 di tích: di tích Gò Mun (Tứ Xã), di tích Sơn Vi (Sơn Vi), di tích Phùng Nguyên (Phùng Nguyên) có nhiều giá trị về nghiên cứu khảo cổ và văn hóa. Huyện có 2 di sản văn hóa phi vật thể thể cấp quốc gia là tín ngưỡng thờ cúng Vua Hùng ở 18 di tích đền, chùa, miếu ở các xã Sơn Vi, Tứ Xã, Cao Xá, Tiên Kiên, Xuân Lũng,... thêm vào đó là lễ hội Trò Trám cũng được tôn vinh là di sản văn hóa phi vật thể của quốc gia. Một trong ba bảo vật quốc gia của tỉnh Phú Thọ trong đó có bàn thờ Phật bằng đá ở chùa Xuân Lũng, ở xã Xuân Lũng. Lâm Thao còn có nhiều lễ và lễ hội đặc sắc như lễ hội rước Chúa Gái, lễ hội đánh cá thờ, lễ hội vật đuổi giải, lễ hội rước Vua về trong ngày xuân. Văn hóa, tín ngưỡng ở đây còn có ảnh hưởng sâu sắc bởi tập tục thờ cúng Vua Hùng bằng việc thờ các tướng trong truyền thuyết Hùng Vương điển hình như Trương Mộc Cao Xanh hay nhiều truyền thuyết ly kỳ thời Hùng Vương dựng nước.

## Kinh tế

### Các nguồn tài nguyên
Tài nguyên đất: Kết quả thống kê năm 2008, tổng diện tích đất tự nhiên toàn huyện là: 9769,11ha phân theo ba loại đất chính, bao gồm: đất nông nghiệp: 5953,92ha; đất phi nông nghiệp: 3612,78ha; đất chưa sử dụng 202,41ha.
Tài nguyên nước: Lâm Thao có nguồn tài nguyên nước phong phú đa dạng với các nguồn nước khác nhau như nước sông ngòi, hồ đầm nước ngầm và nước mưa hang năm. Nguồn nước sông ngòi (sông Hồng) có trữ lượng lớn, đóng vai trò chủ đạo trong việc cung cấp nước cho giao thông đường thủy, công nghiệp, xây dựng và các nhu cầu sinh hoạt khác.
Trên địa bàn huyện Lâm Thao có mỏ nước khoáng Tiên Kiên, đã được khai thác nhưng vẫn ở quy mô nhỏ, mỏ Cao Lanh và than bùn được phát hiện ở xã Xuân Lũng, Xuân Huy, thị trấn Hùng Sơn.

### Công nghiệp và tiểu thủ công nghiệp
Trên địa bàn huyện có CCN Sơn Vi(8,6 ha), nhà máy Supe Phosphat và hóa chất Lâm Thao (thị trấn Lâm Thao).

#### Làng nghề
Các làng nghề truyền thống, làng có nghề, làng nghề và nghề truyền thống của huyện:
- Làng nghề ủ ấm Sơn Vi (Sơn Vi)
- Nghề xây dựng ở Cao Xá
- Nghề đan võng lưới thôn Lời (Vĩnh Lại)
- Làng nghề chăn nuôi và chế biến rắn Tứ Xã (Tứ Xã)
- Nghề làm chè lam ở Sơn Vi
- Làng nghề tương Dục Mỹ (Cao Xá)
- Nghề bán hủ tiếu Quỳnh Lâm (Bản Nguyên)
- Làng nghề xây dựng Do Nghĩa (Sơn Vi)
- Nghề làm bánh ở làng Dòng (Xuân Lũng)
- Nghề đan võng lưới Văn Điểm (Vĩnh Lại)
- Làng nghề mộc Việt Tiến (Tứ Xã)
- Làng nghề xây dựng và sản xuất vật liệu xây dựng Hưng Đạo (Xuân Huy).

## Giao thông
Có quốc lộ 2, quốc lộ 32C và đường cao tốc Nội Bài – Lào Cai đi qua.